# Manuel Battistini
Manuel Battistini (ur. 22 lipca 1994 w Borgo Maggiore) – sanmaryński piłkarz występujący na pozycji obrońcy w AC Virtus oraz w reprezentacji San Marino.

## Kariera klubowa
Wychowanek akademii piłkarskiej San Marino Calcio. W wieku 16 lat po raz pierwszy został desygnowany do treningów z pierwszą drużyną. W latach 2011–2012 szkolił się we włoskim klubie Tropical Coriano (Eccellenza Emilia-Romagna). Karierę na poziomie seniorskim rozpoczął w 2012 roku w zespole beniaminka tejże ligi AC Cattolica Calcio, gdzie zanotował 24 występy. Latem 2013 roku przeniósł się do AC Sammaurese, gdzie grał wraz z innymi reprezentantami San Marino: Marco Domeniconim, Alessandro Golinuccim oraz braćmi Fabio i Matteo Vitaioli. Na zakończenie sezonu 2013/14 wziął z AC Sammaurese udział w play-off o wejście do Serie D, w którym jego zespół uległ FC Rieti (1:1 i 0:1 w dwumeczu). Latem 2014 roku Battistini został zawodnikiem AC Juvenes/Dogana. 13 września 2014 zadebiutował w Campionato Sammarinese w zremisowanym 0:0 meczu przeciwko SC Faetano. Dzięki zezwalającym na to przepisom FSGC, w sezonie 2014/15 grał jednocześnie w Tropicalu Coriano (Promozione Emilia-Romagna) i AC Bellaria Igea Marina (Serie D). W lutym 2015 roku odbył testy w FC Locarno (Promotion League), jednak władze klubu nie zdecydowały się go zatrudnić.
W lipcu 2015 roku Battistini w barwach AC Juvenes/Dogana zadebiutował w europejskich pucharach w przegranym 0:9 i 0:2 dwumeczu z Brøndby IF w kwalifikacjach Ligi Europy 2015/16. W sezonie 2017/18 występował na wypożyczeniu w SP Tre Penne, z którym dotarł do IV rundy fazy play-off oraz do finału Pucharu San Marino, przegranego 2:3 z SP La Fiorita. W sezonie 2018/19 był zawodnikiem AC Libertas. Doszedł z tym klubem do półfinału play-off, w którym jego zespół uległ w dwumeczu 0:5 SP La Fiorita. W spotkaniu rewanżowym zdobył on bramkę samobójczą. W czerwcu 2019 roku Battistini ponownie został graczem Tropicalu Coriano (Eccellenza Emilia-Romagna). W styczniu 2020 roku przeniósł się do AC Juvenes/Dogana, skąd natychmiast został wypożyczony na okres jednej rundy do AC Virtus. Latem 2020 i 2021 roku jego wypożyczenie przedłużano o kolejne 12 miesięcy.

## Kariera reprezentacyjna
5 września 2009 Battistini zadebiutował w międzynarodowych rozgrywkach w przegranym 0:10 meczu przeciwko Szwajcarii U-17 w eliminacjach Mistrzostw Europy 2010. Łącznie zaliczył w turnieju kwalifikacyjnym 2 spotkania. W latach 2011–2012 zanotował 6 występów w reprezentacji U-19 w dwóch kampaniach kwalifikacyjnych do Mistrzostw Europy. W latach 2011–2015 zaliczył 16 gier w kadrze U-21, dla której zdobył dwie bramki w meczach przeciwko Bośni i Hercegowinie (1:3) oraz Cyprowi (1:2). We wrześniu 2013 roku wystąpił w wygranym 1:0 spotkaniu z Walią U-21 w eliminacjach Mistrzostw Europy 2015, który to mecz uznawany jest za największy sukces sanmaryńskiej piłki nożnej młodzieżowej.
11 października 2013 zadebiutował w seniorskiej reprezentacji San Marino w przegranym 0:3 meczu z Mołdawią w ramach eliminacji Mistrzostw Świata 2014. 15 listopada 2014 wystąpił w zremisowanym 0:0 spotkaniu z Estonią w eliminacjach Mistrzostw Europy 2016. San Marino zdobyło tym samym pierwszy w historii punkt w kwalifikacjach mistrzostw Europy i przerwało serię 61 porażek z rzędu. 13 października 2020 zagrał w meczu przeciwko Liechtensteinowi w Lidze Narodów UEFA 2020/21 w Vaduz (0:0), w którym reprezentacja San Marino zdobyła pierwszy punkt w rozgrywkach Ligi Narodów i po raz pierwszy w historii (w swoim oficjalnym spotkaniu nr 167) nie straciła bramki w meczu wyjazdowym.